# اتحادیه چانچرا، جسورصدر
اتحادیه چانچرا (به لاتین: Chanchra Union) یک منطقهٔ مسکونی در بنگلادش است که در Jessore Sadar Upazila واقع شده‌است.
 اتحادیه چانچرا ۵۰٫۲۰ کیلومتر مربع مساحت و ۴۳٬۰۰۰ نفر جمعیت دارد.